# Amidon résistant

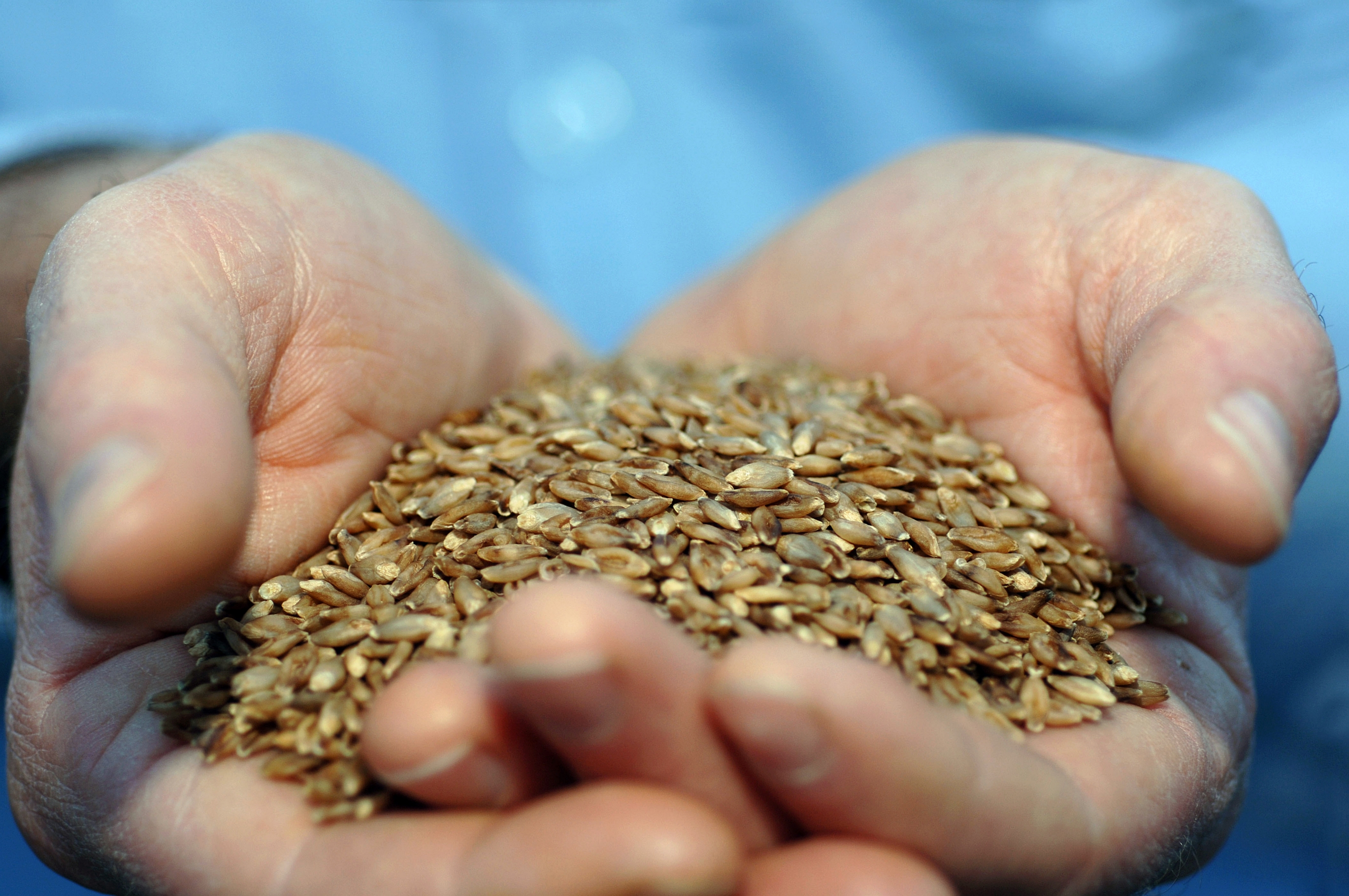

L'amidon résistant (AR) est une forme d'amidon qui n'est pas digéré dans l'intestin grêle. Cet amidon qui parvient intact dans le gros intestin est considéré, d'un point de vue diététique, comme une forme de fibre alimentaire, dont il présente certains des avantages. 
Certains glucides, tels que les sucres et la plus grande partie de l'amidon, sont rapidement digérés et absorbés par l'organisme, au niveau de l'intestin grêle, sous forme de glucose.
L'amidon résistant  se présente sous quatre types :
- AR 1 : c'est un amidon physiquement inaccessible, présent par exemple dans les graines ou les légumineuses, ou bien dans les grains entiers (non broyés).
- AR 2 ; c'est un amidon présent naturellement sous forme de grains d'amidon, par exemple dans les pommes de terre crues, les bananes vertes, ou les maïs à forte teneur en amylose.
- AR 3: c'est un amidon résistant qui se forme par rétrogradation de l'amylose lorsque des aliments riches en amidon sont cuits puis refroidis, par exemple le pain, les flocons de maïs ou les pommes de terre en salade.
- AR 4 : il s'agit d'amidon chimiquement modifié pour résister aux enzymes digestifs. Ce type d'amidon présente une grande variété de structures inconnues à l'état naturel.